# Piknik (film, 2014)
Piknik je český televizní film režiséra Hynka Bočana z roku 2014. Vypráví o devíti osmdesátiletých mužích, kteří se sjíždějí spolu s rodinami a připomínají si 50 let od svého propuštění z vězení. Chtějí také zjistit, kdo z nich ty ostatní udával bachařům.

## Výroba
Natáčení bylo plánováno od léta 2013.

## Obsazení
| herec                  | role                  |
| Luděk Munzar           | Jindra Žíla           |
| Petr Nárožný           | generál Hanuš Tomášek |
| Leopold Haverl         | Imre Hemiš            |
| Oldřich Vlach          | Bruno                 |
| Petr Kostka            | Luboš Příhoda         |
| Ladislav Trojan        | Vlastík               |
| Ladislav Mrkvička      | František Kroupa      |
| František Němec        | Jíra                  |
| Jan Tříska             | Vojta Šafránek        |
| Iva Janžurová          | Líza                  |
| Emília Vášáryová       | Emílie                |
| Jaroslava Obermaierová | Věra                  |
| Dana Syslová           | Dana                  |
| Tereza Bebarová        | Lída                  |
| Aleš Bílík             | Martin                |
| Filip Dvořák           | Jakub                 |
| Šárka Husová           | Tonička               |
| Philipp Kraiczy        | mladý Jindra Žíla     |
| Klára Krejsová         | vnučka Terezka        |
| Jáchym Novotný         | Matěj                 |
| Julie Rovenská         | Katka                 |
| Lenka Vlasáková        | Veronika              |
| Radek Zima             | David                 |
| Miroslav Navrátil      | bachař                |
| Tomáš Tobola           | bachař                |